# Antonio Ghislanzoni
Antonio Ghislanzoni, italijanski libretist, pesnik in pisatelj, * 25. november 1824, Lecco, Italija, † 16. julij 1893, Caprino pri Bergamu, Italija.
Najbolj je znan po svojih opernih besedilih (napisal jih je več kot osemdeset). Med njimi izstopajo:
- Aida (Verdi)
- Moč usode (Verdi) - predelava besedila
- Don Carlos (Verdi) - prevod besedila
- Litovci (Ponchielli)
- Salvator Rosa (Gomes)